# جاك غروس
جاك غروس (بالإنجليزية: Jack Gross)‏ هو كاتب سيناريو أمريكي، ولد في 4 فبراير 1929، وتوفي في 14 ديسمبر 2007.

## وصلات خارجية
- جاك غروس على موقع IMDb (الإنجليزية)
- جاك غروس على موقع قاعدة بيانات الفيلم (الإنجليزية)